# Уриказа
Уриказа или уратоксидаза — медьсодержащий фермент, относящийся к классу оксидоредуктаз, катализирующий процессы окисления мочевой кислоты до аллантоина (экскреторного продукта большинства видов млекопитающих) в процессе распада пуриновых оснований в организме животных. У человека и человекообразных обезьян данный фермент отсутствует. Содержится также в семенах ряда растений.
Уратоксидаза окисляет мочевую кислоту с образованием аллантоина, аллоксановой кислоты и мочевины. 
Наряду с обменом аминокислот в организме протекают также и процессы обмена пуриновых оснований, которые образуются при реакциях расщеплении нуклеиновых кислот. При этом мочевая кислота является главным конечным продуктом пуринового обмена у человекообразных обезьян и человека. У большинства млекопитающих, в печени которых присутствует активная уриказа, мочевая кислота окисляется в аллантоин, который является их главным конечным продуктом пуринового обмена. Аллантоин у человека образуется и выделяется только лишь в очень малых количествах.
В качестве лекарственного препарата уратоксидаза используется при лечении подагры с целью снижения сывороточных уровней мочевой кислоты, профилактики развития тофусов или снижения их размеров. Её назначают (с предварительной антигистаминной или Гк-премедикацией) по 1000–3000 ЕД/сут на протяжении двух недель. Препарат не противопоказан при мочекаменной болезни. Из побочных действий иногда может развиваться аллергическая реакция, крапивница. Однако, в связи с высокой токсичностью и высокой частотой аллергических реакций, сейчас для лечения подагры она практически не используется.